# Teafélék

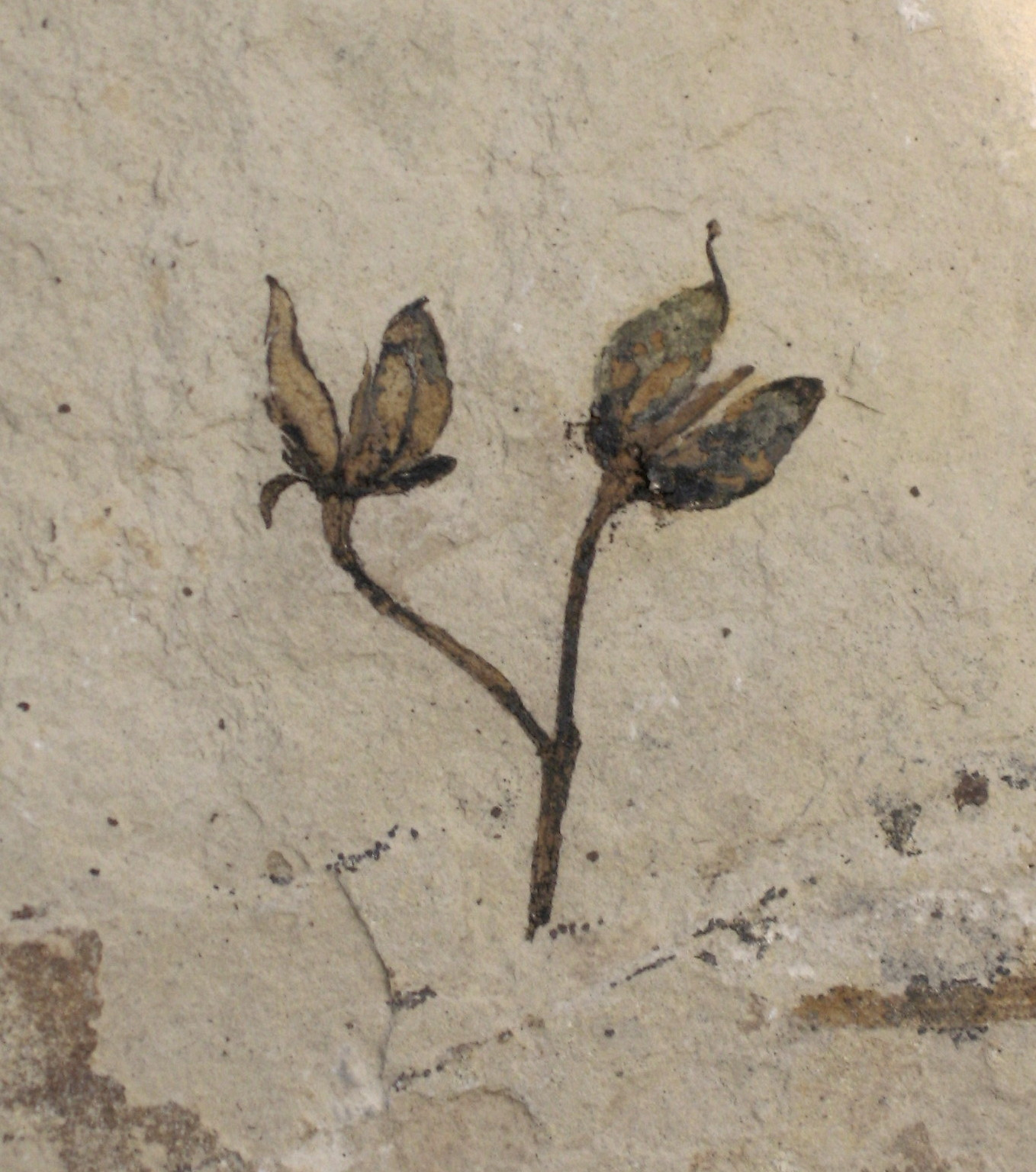
Valószínűleg a Gordonia nemzetségbe tartozó) ősi teaféle termésének lenyomata a kora eocénból (Washington állam, Ferry County

A teafélék (Theaceae) a virágos növények közé tartozó hangavirágúak (Ericales) rendjének egyik családja a különböző források szerint mintegy 600–1100 fajjal.

## Származásuk, elterjedésük
Főleg Amerikában és Ázsiában gyakoriak.

## Megjelenésük, felépítésük
Trópusi fák vagy cserjék, ritkábban mérsékelt égövi lágyszárú növények (köztük felkúszó folyondárok. Megőrizték sok ősi bélyegüket, mint például:
- egyes fajok spirociklikus[1] virága,
- apokarpikus termőtáj.[2]

Bőrnemű leveleik szórtan (ritkán: átellenesen) állnak; pálhalevelük nincs. A levelekben olajjáratok húzódnak, ezért azok áteső fényben foltosnak látszanak — erről a tulajdonságukról kapta a rend régebbi elnevezését (Guttiferales - a gutta szó jelentése latinul petty, folt).
Aktinomorf, nagy virágaik általában magánosan nőnek a lomblevelek hónaljában (ritkán virágzattá állnak össze). Általában öt-öt csésze- és sziromlevelük és 3–5 felső állású termőlevelük van. A másodlagos megsokszorozódás (szekunder poliandria) eredményeként a virágokban sok a porzó.
Termésük tok, bogyó vagy aszmag.

## Életmódjuk, élőhelyük
A legtöbb faj trópusi vagy a szubtrópusi hegyi esőerdőkben él. Ennek megfelelően sok faj örökzöld.

## Felhasználásuk
Fontos, a trópusokon termesztett haszonnövények tartoznak ide — ezek közül legnevezetesebb a kínai teacserje (Camellia sinensis).
Több fajuk dísznövény; ezek közül legismertebb a japán kamélia (Camellia japonica).

## Rendszertani felosztásuk
A nemzetségeket három csoportba vonják össze:
- Gordonieae nemzetségcsoport 3 nemzetséggel:
  - Franklinia
  - Gordonia
  - Schima
- Stewartieae nemzetségcsoport 1 nemzetséggel:
  - Stewartia
- Theeae nemzetségcsoport 6 nemzetséggel:
  - Apterosperma
  - Camellia
  - Laplacea
  - Polyspora
  - Pyrenaria
  - Tutcheria

Nemzetségcsoporton kívül:
- - †Ternstroemites (kihalt)